# Пащенко, Алексей Григорьевич
Алексе́й Григо́рьевич Па́щенко (1869—1909) — российский военный, генерал-майор.

## Биография
Алексей Пащенко родился 30 октября 1869 года в Миргородском уезде Полтавской губернии; происходил из потомственных дворян Полтавской губернии.
Окончил Петровский Полтавский кадетский корпус (1889) и Михайловское артиллерийское училище (1892), откуда был выпущен офицером в Кавказскую гренадерскую артиллерийскую бригаду.
В 1898 году окончил Михайловскую артиллерийскую академию. Затем окончил Офицерскую артиллерийскую школу.
В феврале 1904 года командир 2-й батареи 9-й стрелковой артиллерийской бригады. Участник русско-японской войны 1904—1905 годов. Был награждён орденом Святого Георгия 4-й степени
За то, что во время 14-ти с половиною часового боя, 11 июля 1904 года, несмотря на страшный огонь противника, выказал неистощимую энергию, неутомимость и выдающееся мужество при стрельбе против втрое сильнейшей японской артиллерии. Будучи ранен в руку и контужен в голову, после сделанной на месте перевязки, остался в строю командовать батареею.
24 января 1909 года за отличие по службе был произведен в генерал-майоры и назначен командиром 3-й артиллерийской бригады.
Алексей Григорьевич Пащенко умер 27 октября 1909 года в городе Калуге.

## Награды
- Орден Святой Анны 2-й ст. с мечами (1904);
- Орден Святого Георгия 4-й ст. (ВП 13.02.1905);
- Орден Святого Владимира 4-й ст. с мечами и бантом (1905);
- Золотое оружие «За храбрость» (1905);
- Орден Святого Станислава 2-й ст. с мечами (1905);
- Орден Святого Владимира 3-й ст. (1908).